# Burgundski jezik
Burgundski jezik (kod: 1em; privatno), istočnogermanski jezik iz jugoistočne Galije kojim su govorili Burgundi, pripadnici plemena što su migrirali oko 250. iza Krista s obala Sjevernog mora i nastanili se na području Savoje i oko 443. oko današnje Ženeve u Švicarskoj. 
Susjedno područje Burgundije u Francuskoj koje će kasnije ući u sastav njihovog kraljevstva, dobilo je ime po njime.